# Agàsies (escultor)
|  | No s'ha de confondre amb Agàsies d'Efes. |

Agàsies (en llatí Agasias, en grec antic Ἀγασίας "Agasías") fou un escultor d'Efes fill de Menòfil (Menophilus).
A partir d'una inscripció es dedueix que va treballar a Delos quan l'illa era de sobirania romana, vers el segle I aC.

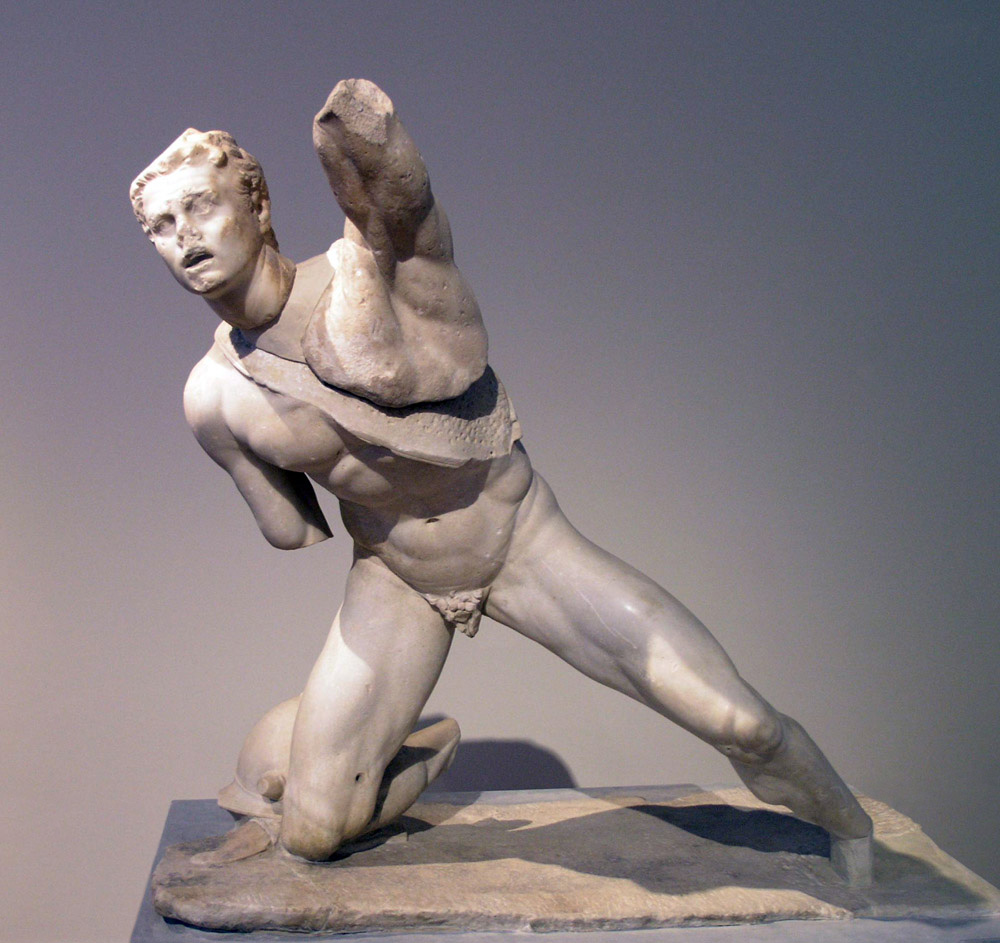
El gal ferit de Delos al Museu Arqueològic Nacional d'Atenes